# Monte Mars
Il monte Mars (mont Mars in francese) è la vetta più alta delle Alpi Biellesi (2.600 m s.l.m.). Il versante valdostano dal 1993 è incluso nella Riserva naturale Mont Mars (comune di Fontainemore).

## Descrizione

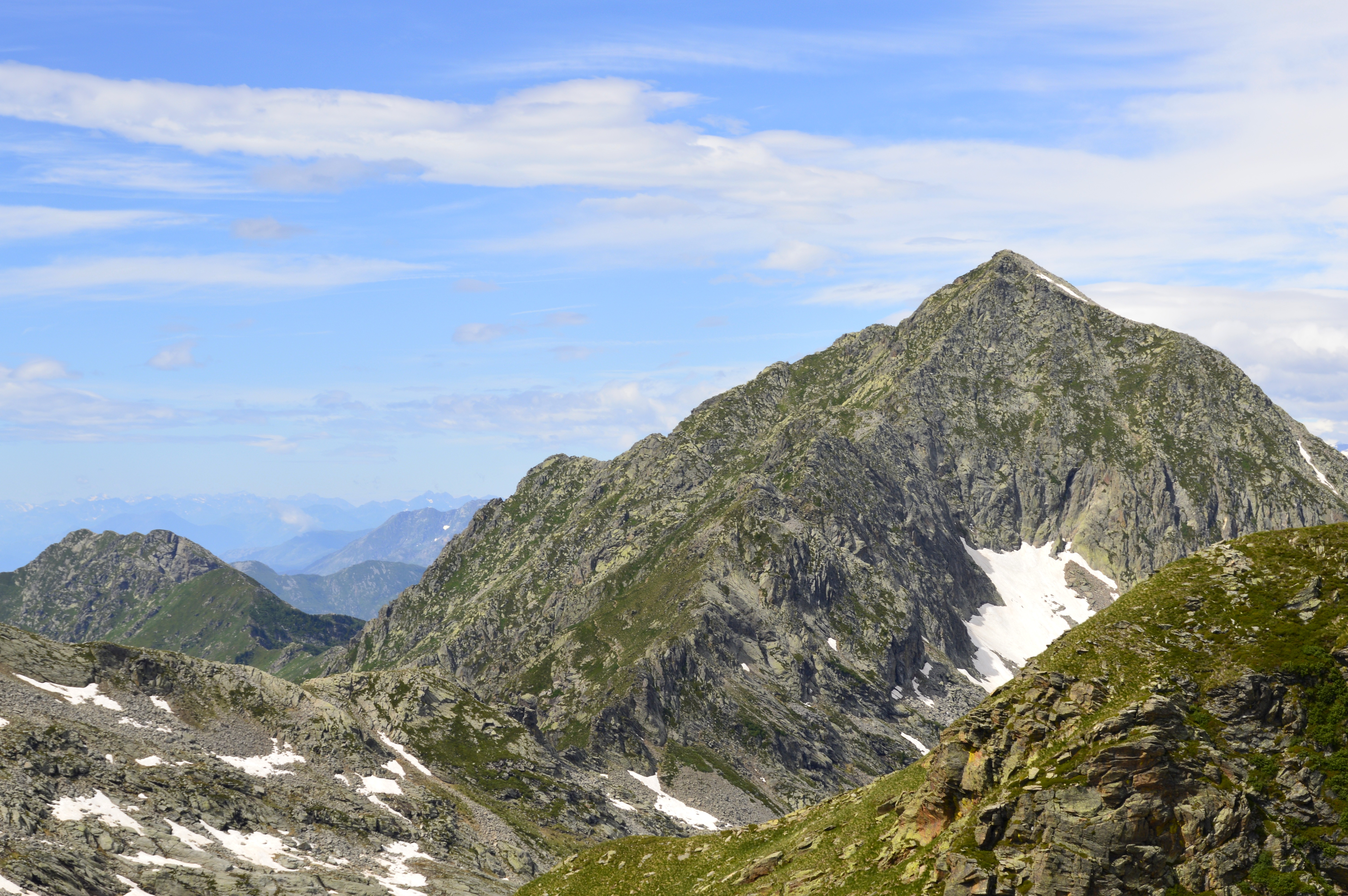
Monte Mars (visto dal monte Camino)

Si trova lungo lo spartiacque tra la Valle del Lys (AO) e la Valle dell'Elvo (BI). Il versante biellese appartiene a una isola amministrativa montana del comune di Pollone, quello valdostano ricade invece in comune di Fontainemore.

## Geologia
Dalla montagna prende il nome un complesso di rocce intrusive con prevalenza di metagranitoidi e metaquarzodioriti.

## Accesso alla vetta

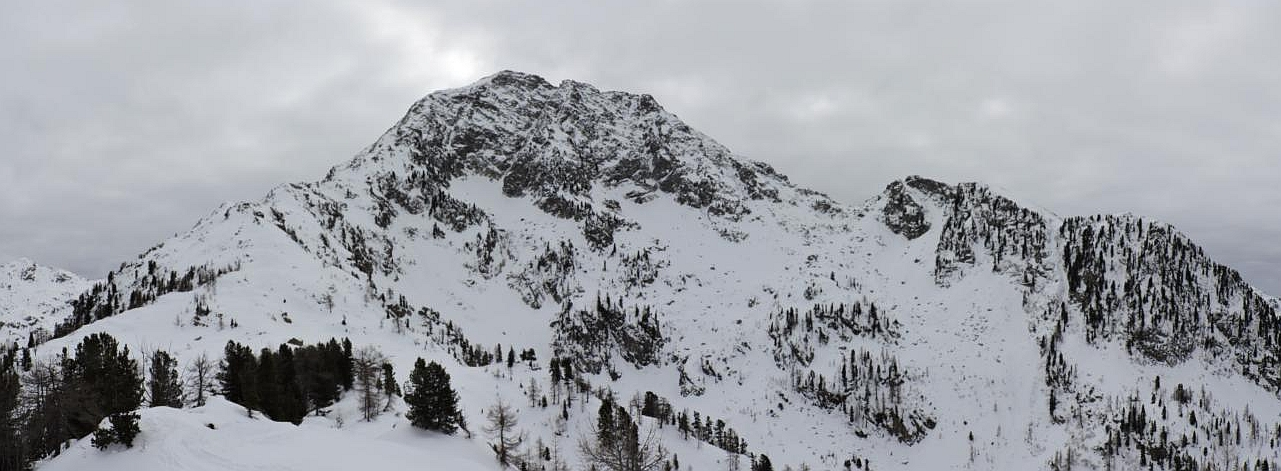
Il versante valdostano del Mars in inverno visto dalla punta Leretta.

È possibile salire sulla vetta per il versante sud partendo dal Santuario di Oropa; la difficoltà del percorso è stimata come EE  (per "Escursionisti Esperti"); in alternativa si può salire per il versante nord partendo dalla Valle del Lys.
Una classicissima via di arrampicata percorre la cresta Sud-Sud-Ovest della montagna, nota come Crête de Carisey. Le difficoltà di questa via sono di II e III grado con un singolo passaggio stimato di grado III+/IV-.
Dalla vetta si gode un ottimo panorama, che rivaleggia con quello offerto dalla Cima di Bo, sulla pianura padana e sul massiccio del Monte Rosa.

## Punti di appoggio

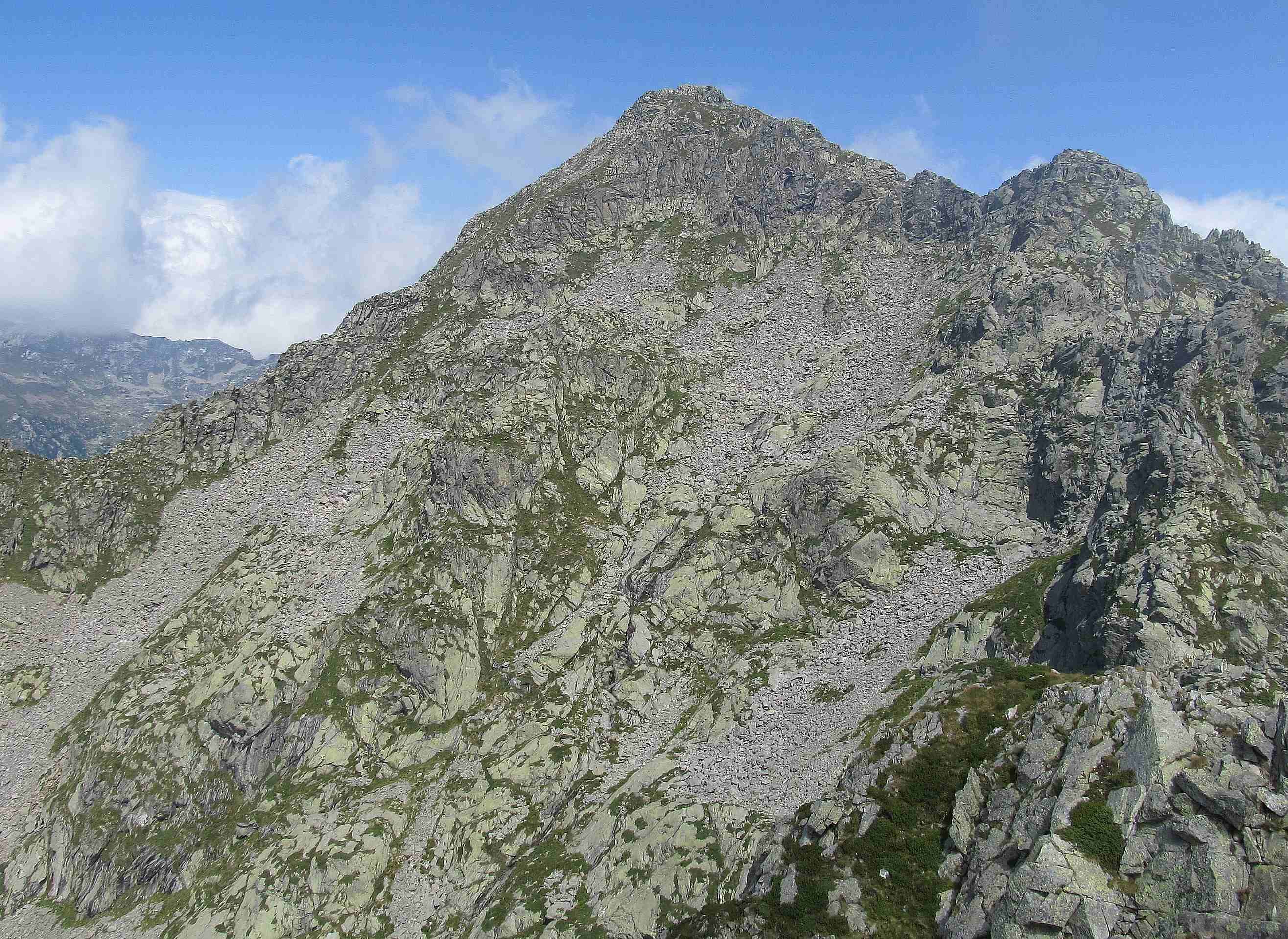
Il Mars visto dalla punta Sella

- Rifugio Delfo e Agostino Coda
- Rifugio Barma